# Johannes (apostel)
Aposteln Johannes (även evangelisten Johannes), född cirka 6 e.Kr. , död cirka 100 e.Kr., var en av Jesu tolv apostlar. Han stammade från Betsaida i Galileen och var den ende av apostlarna som enligt traditionen inte led martyrdöden. Johannes vördas som helgon inom bland annat Romersk-katolska kyrkan, och hans minnesdag firas den 27 december.

## Biografi
Johannes var Sebedaios son.
Han och hans bror Jakob bildade tillsammans med Simon Petrus en central tremannagrupp runt Jesus, en position som de behöll i den unga kristna kyrkan (se "Galaterbrevet" 2:9). I Bibeln framställs både Johannes och hans bror som nitälskande män.
I "Johannesevangeliet" blev Johannes identifierad som Jesu namnlöse "älsklingslärjunge", även omnämnd som "kärlekens apostel". Den kristna traditionen menar att han är författare till både "Johannesevangeliet" och Johannesbreven, liksom att han författat "Uppenbarelseboken" medan han satt fången på ön Patmos. Modern bibelforskning anser inte att man kan knyta någon specifik person som författare till Johannesevangeliet.
Den kristna konsten framställer vanligtvis Johannes som en ung man, inklusive när han står bredvid Maria inunder Jesu kors eller liggande bredvid Jesus under nattvarden. Då ses han som den ende av lärjungarna som saknar skägg. I rollen som evangelist beskrivs han dock som en gammal man, så som traditionen bjuder; han sägs ha skrivit evangelliet i Efesos i hög ålder.

### Attribut och renommé
Johannes attribut som apostel är en giftkalk med en orm eller liten drake, och som evangelist symboliseras han av en örn. I den kristna traditionen benämns han ibland som Teologen, och hans livs legender finns beskrivna i Johannesakterna. Han fungerar som skyddspatron för många olika hantverkaryrken.

### Utombibliska legender
I Legenda aurea, Den gyllene legenden, berättas det om Johannes att han en gång sattes på prov av en avgudapräst. Denne uppmanade Johannes att dricka ur en giftbägare, och om han förblev oskadd skulle prästen bekänna sig till de kristnas Gud. Johannes gjorde korstecknet över bägaren och giftet for ut ur den och slingrade iväg i skepnad av en orm.
En annan anekdot berättar att kejsar Domitianus vid ett tillfälle lät koka Johannes i en kittel med olja, något som han mirakulöst överlevde. På platsen för detta, alldeles innanför Porta Latina i södra Rom står idag ett litet kapell, San Giovanni in Oleo (”Sankt Johannes i oljan”). I vredesmod över sitt misslyckande att döda Johannes sände kejsaren honom till ön Patmos. (Tidigare firade man 6 maj Johannes ante portam Latinam – ”Johannes framför Latinska porten”.)

## Identitet
I Nya testamentet bär flera personer namnet Johannes i olika sammanhang. Förutom Johannes Döparen omtalas en Johannes som var Sebedaios son och som tillsammans med sin bror Jakob hörde till Jesu innersta lärjungakrets. Jesus gav bröderna Johannes och Jakob det arameiska tillnamnet Boanerges (arameiska ’tordönsmän’, ’åsksöner’) för dessas väldiga nitälskan. Johannes blev sedan en av urförsamlingens ledande apostlar i Jerusalem tillsammans med Petrus och Jakob, Herrens broder, och sägs ha slutat sina dagar i Efesos.

### Exegetisk problematik
Fem skrifter i Nya testamentet tillskrivs en författare vid namn Johannes: Johannesevangeliet, Första Johannesbrevet, Andra Johannesbrevet och Tredje Johannesbrevet samt Johannes uppenbarelse. Enligt traditionen härrör alla dessa från en och samma författare, vilken identifieras med aposteln. Johannesevangeliets anonyme sagesman, ”den lärjunge som Jesus älskade”, blir därigenom också identisk med Sebedaios son.
Johannesevangeliet och Johannesbreven har många gemensamma drag och kan härröra från samma författare, som då har stått Jesus nära, och dennes lärjungakrets. Johannes uppenbarelse avviker mera genom sin stil och sitt bildspråk. Johannes identitet och Johannesskrifternas samhörighet hör till de mest omdiskuterade frågorna i den nytestamentliga exegetiken.